# 柏原町 (春日井市)
柏原町（かしはらちょう）は、愛知県春日井市にある地名。現行行政地名は柏原町1丁目から柏原町5丁目。1996年の区画整理により5丁目の形成をする上で新設された八田町となる地域、朝宮町、瑞穂通との間で区域変更により現在の町域が確定した。

## 地理
春日井市の西部に位置する。

## 学区
市立小・中学校に通う場合、学校等は以下の通りとなる。また、公立高等学校に通う場合の学区は以下の通りとなる。
| 字・丁目     | 小学校                                    | 中学校                                    | 高等学校 |
| ------------ | ----------------------------------------- | ----------------------------------------- | -------- |
| 柏原町一丁目 | 春日井市立柏原小学校 春日井市立勝川小学校 | 春日井市立柏原中学校 春日井市立中部中学校 | 尾張学区 |
| 柏原町二丁目 | 春日井市立柏原小学校 春日井市立勝川小学校 | 春日井市立柏原中学校 春日井市立中部中学校 | 尾張学区 |
| 柏原町三丁目 | 春日井市立柏原小学校                      | 春日井市立柏原中学校                      | 尾張学区 |
| 柏原町四丁目 | 春日井市立柏原小学校                      | 春日井市立柏原中学校                      | 尾張学区 |
| 柏原町五丁目 | 春日井市立柏原小学校                      | 春日井市立柏原中学校                      | 尾張学区 |

## 施設
- 春日井市立柏原小学校
- 春日井市立柏原中学校
- 春日井市教育委員会教育研究所
- 柏原交番
- 春日井柏原郵便局
- 柏原公園

### 一覧
1. ↑  “郵便番号”.  日本郵便. 2021年8月15日閲覧。
2. ↑  “市外局番の一覧”.   総務省. 2021年8月15日閲覧。